# Горовой, Борис Олегович
Борис Олегович Горовой (род. 8 апреля 1974, Ленинград, СССР) — российский и белорусский футболист, полузащитник, нападающий и тренер. Футбольный судья.

## Карьера

### Игровая
Футбольную карьеру начал в Таганроге в «Торпедо», где в 1991—1995 годах выступал в первой и второй лигах России.
В 1996—1998 годах играл за белорусские клубы.
В 1999—2002 годах, выступая в составе «Зенита» Санкт-Петербург, стал бронзовым призёром чемпионата России 2001 и финалистом кубка России 2002 года.
За сборную Беларуси провёл 3 матча.

### Футбольная деятельность
В 2007 году был играющим начальником любительской команды «Северная Пальмира». С 2006 года по 2009 год работал футбольным судьёй, обслуживал матчи второго дивизиона, молодёжного и любительского первенств.
С 2011 по апрель 2012 года тренер в ФК «Таганрог», с апреля 2012 по февраль 2015 — генеральный директор клуба.
Работал преподавателем в Университете имени Лесгафта.
В 2016 году был одним из тренеров любительского футбольного клуба «Фосфорит» из Кингисеппа.
С февраля 2019 года 2020 год являлся одним из тренеров СШ «Ленинградец».
В сезоне 2022/23 находился в тренерском штабе петербургского «Динамо», с 11 октября по 26 декабря 2022 года являлся исполняющим обязанности главного тренера.